# Sagovärld
Sagovärld (engelska: The Tales of Beatrix Potter) är en brittisk balettfilm från 1971 i regi av Reginald Mills. Filmen handlar om de djurkaraktärer som skapades av Beatrix Potter. Dansare från Royal Ballet gestaltar djuren, vars koreografi skapades av Frederick Ashton. Beatrix Potter spelas av Erin Geraghty.
Filmen hade svensk premiär den 27 december 1974 som jullovsmatiné i TV2 och redan året därpå visades den på eftermiddagen dagen före julafton, något som senare blev något av en jultradition, även om filmen inledningsvis visades på olika datum under julen. Denna tradition bröts dock efter 1999. Sagovärld återkom i SVT den 31 december 2021, dock utan den tidigare svenska berättarrösten.

## Handling
Som en ramhandling presenteras Beatrix Potters liv som ung, i England runt år 1880, samt hennes inspirationskällor till sina framtida kända berättelser och figurer. Sedan kommer flera av Potters sagofigurer till liv i en serie baletter, däribland Pelle Kanin, Benjamin Kanin, Kurre Nötpigg, Moses Metare och fru Muslina. 

## Rollista i urval
- Frederick Ashton – Mrs. Tiggy-Winkle
- Alexander Grant – Peter Rabbit / Pigling Bland
- Julie Wood – Mrs. Tittlemouse
- Ann Howard – Jemima Puddleduck
- Bob Mead – Fox
- Garry Grant – Alexander
- Sally Ashby – Mrs. Pettitoes / Tabitha Twitchit
- Brenda Last – Black Berkshire Pig
- Michael Coleman – Jeremy Fisher
- Erin Geraghty – Beatrix Potter